# ミドナープル

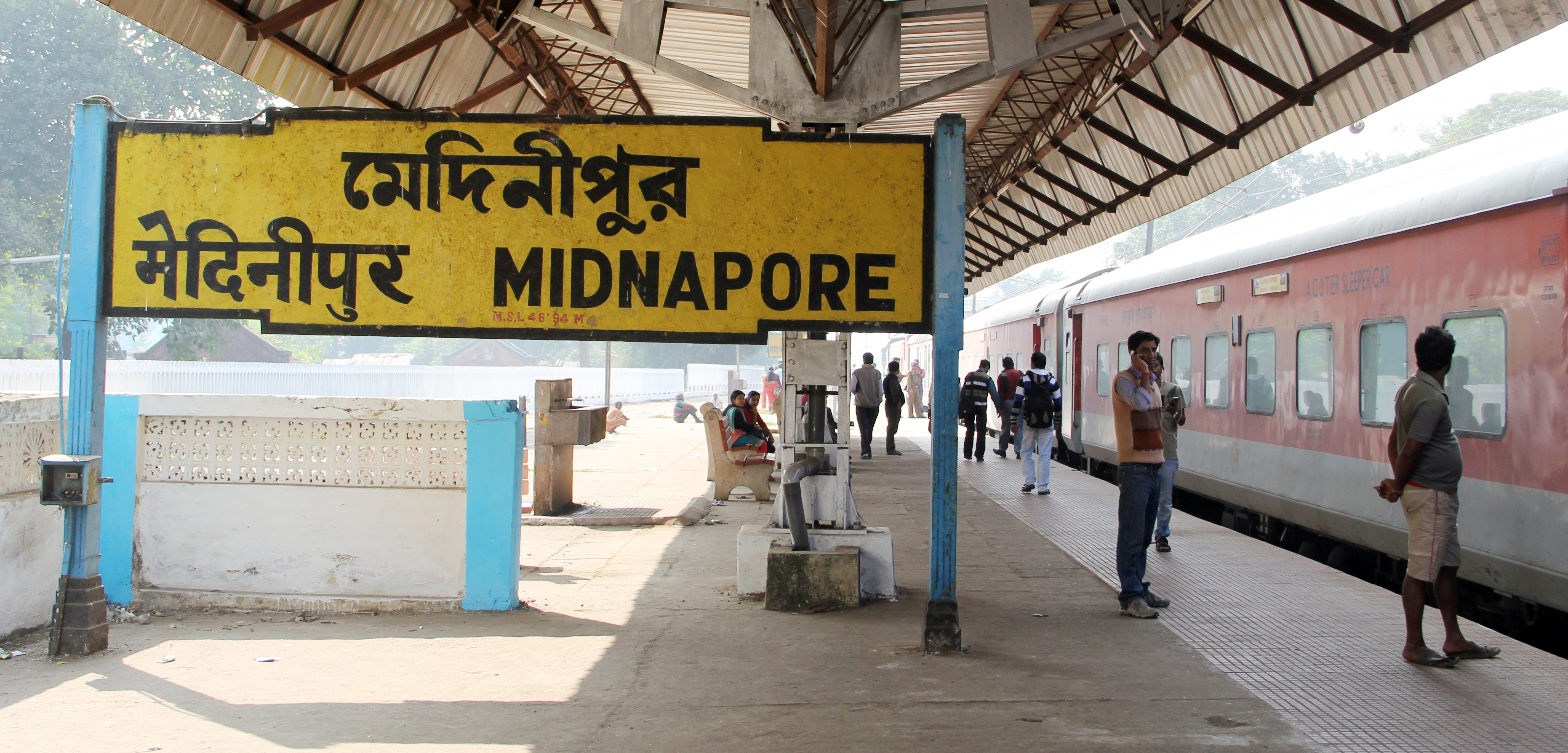
ミドナープル駅

ミドナープル（ベンガル語：মেদিনীপুর、英語：Midnapore）は、インドの西ベンガル州、西ミドナープル県の都市。ミドナプル、ミドナポールとも呼ばれる。なお、現地語ではメーディニープル（Medinipur）と発音される。

## 歴史
1746年、ベンガル太守アリーヴァルディー・ハーンの将軍ミール・ジャアファルがミドナープルでミール・ハビーブの代官サイイド・ヌールを破った。
その後、ミドナープルはオリッサに侵攻したマラーター軍の襲撃にさらされ、1749年にアリーヴァルディー・ハーンにミドナープルが奪還されるまで占領された。
1757年のプラッシーの戦いののち、1760年にミール・ジャアファルが太守位に復位すると、ミドナープルはイギリスに割譲された。

## 地理
ミドナープルは北緯22度15分 東経87度39分 / 北緯22.25度 東経87.65度に位置している。